# Ptychoptera chalybeata
Ptychoptera chalybeata är en tvåvingeart som beskrevs av Alexander 1956. Ptychoptera chalybeata ingår i släktet Ptychoptera och familjen glansmyggor.
Artens utbredningsområde är Thailand. Inga underarter finns listade i Catalogue of Life.